# Taksony (keresztnév)
A Taksony török eredetű régi magyar személynév, aminek a jelentése szilaj, fékezhetetlen, más, de kevéssé elfogadott vélemény szerint a jelentése jóllakott.

## Gyakorisága
Az 1990-es években szórványos név, a 2000-es években nem szerepel a 100 leggyakoribb férfinév között.

## Névnapok
- március 29.[2]
- április 6.[2]
- augusztus 24.[2]
- november 29.[2]

## Híres Taksonyok
- Köztük a leghíresebb Taksony magyar fejedelem, Árpád fejedelem unokája, Zolta fejedelem fia, Géza nagyfejedelem és Mihály herceg apja, I. István magyar király és Vazul nagyapja, I. András magyar király és I. Béla magyar király dédapja.